# Bohumil Jílek

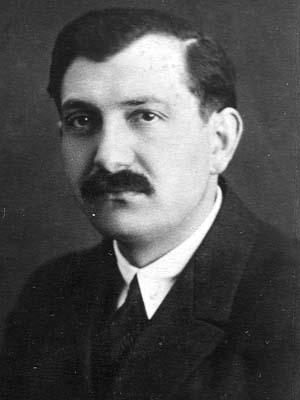
Bohumil Jílek vor 1929

Bohumil Jílek (* 17. Oktober  1892 in Deštná; † 3. August 1963 in New York City) war ein tschechischer kommunistischer Politiker und Journalist.

## Leben
Bohumil Jíleks Eltern waren der Polizist Jan Jílek und Františka geb. Vosolová. Bohumil Jílek war 1921 Mitbegründer der Kommunistischen Partei der Tschechoslowakei (KPTsch) und deren Vorsitzender von 1925 bis 1929. Bei den Parlamentswahlen 1925 wurde er Abgeordneter der Nationalversammlung. Im Jahr 1929 wurde er im Zusammenhang mit dem Aufstieg einer Gruppe junger, radikaler Kommunisten (der  sogenannten Buben von Karlín, tschechisch "karlínští kluci"), die Klement Gottwald an die Spitze der Kommunistischen Partei begleiteten, entmachtet und aus der Kommunistischen Partei ausgeschlossen.  Im Parlament wurde er Mitglied eines neuen parlamentarischen Klubs, der KSČ (Leninisten). Jílek schloss sich der Agrarpartei an und war Funktionär der landwirtschaftlichen Gewerkschaftsorganisation. Während der Nazi-Besatzung arbeitete er als Redakteur der Tageszeitung Venkov. Jílek verließ 1948 die Tschechoslowakei in Richtung Frankreich. Er emigrierte in die Vereinigten Staaten und starb am 3. August 1963 in New York City.